# Hülsa
Hülsa, aus Niederhülsa und Oberhülsa bestehend, ist ein Stadtteil von Homberg (Efze) im nordhessischen Schwalm-Eder-Kreis.

## Geographische Lage
Hülsa liegt im nördlichen Teil des Knüllgebirges auf 465 m ü. NN, etwa 12 km südsüdöstlich des Zentrums der Kreisstadt Homberg (Efze).
Das Dorf besteht aus den direkt aneinanderstoßenden Ortslagen Niederhülsa und Oberhülsa. Im Norden der Gemarkung liegt die Wüstung Gershagen und südwestlich zwischen Gershagen und Oberhülsa befindet sich noch die Wüstung Volpertsfeld (Volprachtsfeld).
Um den Ort entspringen die Gewässer Rinnebach, Klingelbach, Ripperswasser und der Lochbach als westliche (linksseitige) Zuflüsse zur Efze mit der in Nordhessen einzigartigen Lochbachklamm, einer der schönsten Wanderstrecken im Naturpark Knüll.
Das Hülsaer Köpfchen ist mit 522 m der höchste Punkt der Gemarkung. Unterhalb liegt das Naturschutzgebiet Schwärzwiesen bei Hülsa. Aufgrund der topografischen Lage hat der flächenmäßig größte und höchstgelegene Stadtteil Hombergs überdurchschnittlich viele Sonnenstunden und in den Wintermonaten eine hohe Schneewahrscheinlichkeit.
Durch Hülsa führt die Landesstraße 3384 (Steindorf – Hülsa – Hergetsfeld).

## Geschichte

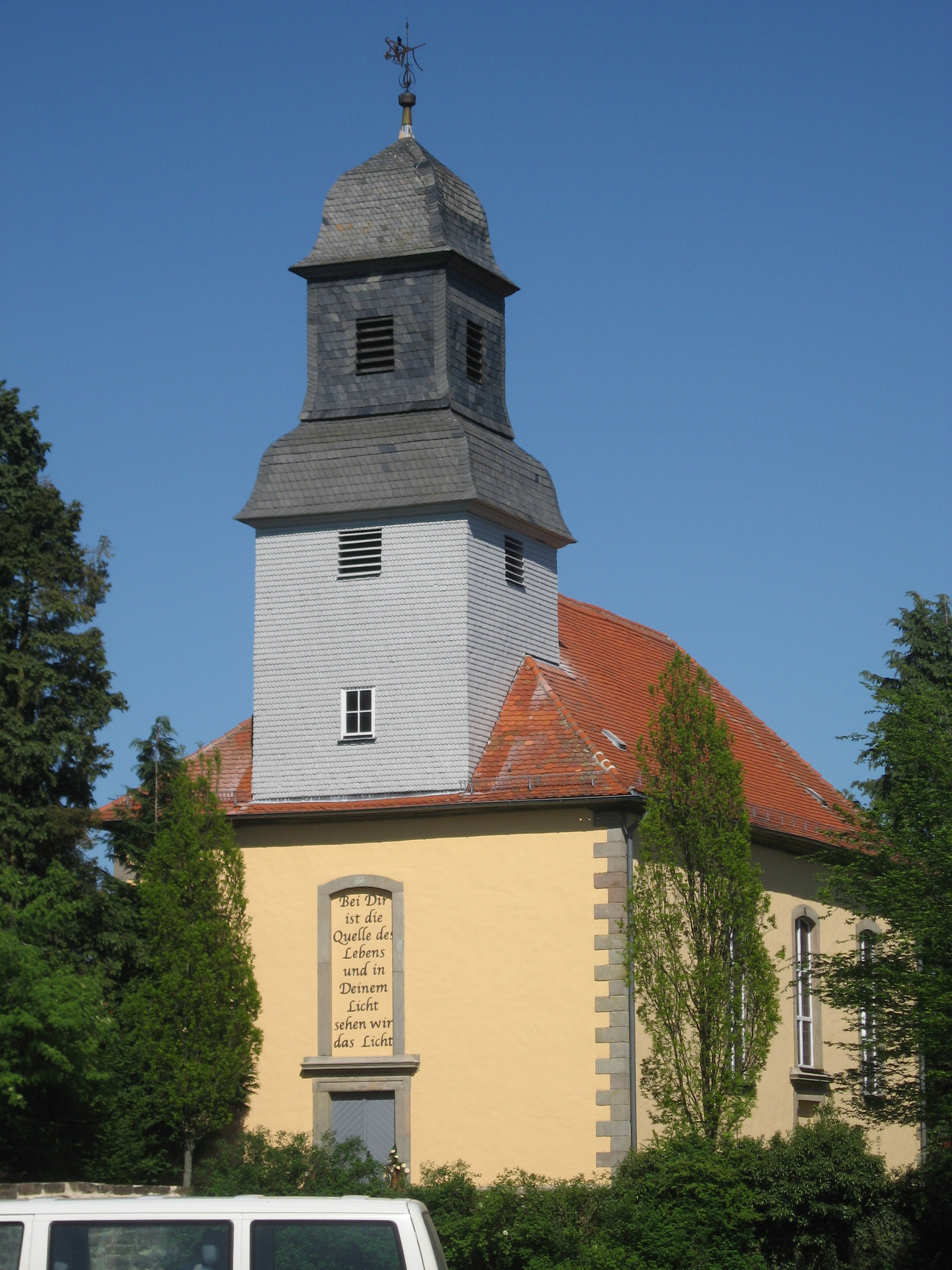
Kirche von Hülsa

Hülsa entstand am 15. September 1960 durch die Zusammenlegung der Gemeinden Niederhülsa und Oberhülsa.
In historischen Dokumenten ist der Ort unter folgenden Ortsnamen belegt (in Klammern das Jahr der Erwähnung): de Hulse (1249) [Landau, Hessengau S. 163]; zcu Hulße (1477); zu Hulsße (1501); zu Holse (1535); Hoelße (1559); Hölße (1573); Hülsa (1575/85); vor und im Holssen (1576); Hülse (1611); Hils (1774).
Die erste bekannte urkundliche Erwähnung von Niederhülsa und Oberhülsa findet sich im Jahre 1249.
Hülsa besitzt eine Parkanlage und ein Bewegungsbad (Hallenbad) und war von 1974 an staatlich anerkannter Luftkurort. Heute trägt der Ort das Prädikat staatlich anerkannter Familienferienort.
Mit dem Gedicht "Mein Dörflein am Knüll" verfasste Pfarrer Samuel Raith während seiner Amtszeit in Hülsa (1904–1912) die heute als Musikstück bekannte inoffizielle Hymne der Region.
Seit 1991 findet jährlich – am ersten Adventswochenende – der durch die Vereinsgemeinschaft Hülsa veranstaltete traditionelle Weihnachtsmarkt vor der Kirche statt, auf dem das original Hülsaer Heißgetränk "Trompetentraum" ausgeschenkt wird.
Zum 31. Dezember 1971 wurde die bis dahin selbständige Gemeinde Hülsa im Zuge der Gebietsreform in Hessen als Stadtteil der Stadt Homberg, Bezirk Kassel, heute Homberg (Efze), auf freiwilliger Basis eingegliedert.
Für Hülsa, wie für die in der Kreisstadt Homberg (Efze) eingegliederten ehemals selbständigen Gemeinden (Stadtteile), wurden Ortsbezirke mit Ortsbeirat und Ortsvorsteher nach der Hessischen Gemeindeordnung gebildet.

## Bevölkerung

### Einwohnerstruktur 2011
Nach den Erhebungen des Zensus 2011 lebten am Stichtag, dem 9. Mai 2011, in Hülsa 456 Einwohner. Darunter waren 9 (= 2,0 %) Ausländer.
Nach dem Lebensalter waren 99 Einwohner unter 18 Jahren, 171 zwischen 18 und 49, 90 zwischen 50 und 64 und 99 Einwohner waren älter. Die Einwohner lebten in 180 Haushalten. Davon waren 42 Singlehaushalte, 57 Paare ohne Kinder und 60 Paare mit Kindern, sowie 21 Alleinerziehende und 3 Wohngemeinschaften. In 39 Haushalten lebten ausschließlich Senioren und in 105 Haushaltungen lebten keine Senioren.

### Einwohnerentwicklung
Niederhülsa
| Quelle: Historisches Ortslexikon |                 |
| • 1555/56:                       | 12 Hausgesesse  |
| • 1587:                          | 14 Hausgesesse. |
| • 1639:                          | 15 Ehepaare.    |
| • 1742:                          | 18 Häuser       |

| Niederhülsa: Einwohnerzahlen von 1772 bis 1956 | Niederhülsa: Einwohnerzahlen von 1772 bis 1956 | Niederhülsa: Einwohnerzahlen von 1772 bis 1956 | Niederhülsa: Einwohnerzahlen von 1772 bis 1956 | Niederhülsa: Einwohnerzahlen von 1772 bis 1956 |
| --- | ---------------------------------------------- | ---------------------------------------------- | ---------------------------------------------- | ---------------------------------------------- |
| Jahr |                                                |                                                |                                                | Einwohner                                      |
| 1772 | 1772                                           |                                                | 104                                            | 104                                            |
| 1800 | 1800                                           |                                                | ?                                              | ?                                              |
| 1834 | 1834                                           |                                                | 193                                            | 193                                            |
| 1840 | 1840                                           |                                                | 195                                            | 195                                            |
| 1846 | 1846                                           |                                                | 205                                            | 205                                            |
| 1852 | 1852                                           |                                                | 191                                            | 191                                            |
| 1858 | 1858                                           |                                                | 181                                            | 181                                            |
| 1864 | 1864                                           |                                                | 183                                            | 183                                            |
| 1871 | 1871                                           |                                                | 162                                            | 162                                            |
| 1875 | 1875                                           |                                                | 187                                            | 187                                            |
| 1885 | 1885                                           |                                                | 201                                            | 201                                            |
| 1895 | 1895                                           |                                                | 174                                            | 174                                            |
| 1905 | 1905                                           |                                                | 195                                            | 195                                            |
| 1910 | 1910                                           |                                                | 202                                            | 202                                            |
| 1925 | 1925                                           |                                                | 185                                            | 185                                            |
| 1939 | 1939                                           |                                                | 185                                            | 185                                            |
| 1946 | 1946                                           |                                                | 286                                            | 286                                            |
| 1950 | 1950                                           |                                                | 256                                            | 256                                            |
| 1956 | 1956                                           |                                                | 191                                            | 191                                            |
| Datenquelle: Historisches Gemeindeverzeichnis für Hessen: Die Bevölkerung der Gemeinden 1834 bis 1967. Wiesbaden: Hessisches Statistisches Landesamt, 1968. Weitere Quellen: |                                                |                                                |                                                |                                                |

Oberhülsa
| Quelle: Historisches Ortslexikon |                                           |
| • 1555/56:                       | 36 Hausgesesse                            |
| • 1575/85:                       | 48 Hausgesesse                            |
| • 1639:                          | 15 verheiratete, 7 verwitwete Hausgesesse |
| • 1742:                          | 40 Häuser                                 |
| • 1747:                          | 66 Hausgesesse.                           |

| Oberhülsa: Einwohnerzahlen von 1772 bis 1956 | Oberhülsa: Einwohnerzahlen von 1772 bis 1956 | Oberhülsa: Einwohnerzahlen von 1772 bis 1956 | Oberhülsa: Einwohnerzahlen von 1772 bis 1956 | Oberhülsa: Einwohnerzahlen von 1772 bis 1956 |
| --- | -------------------------------------------- | -------------------------------------------- | -------------------------------------------- | -------------------------------------------- |
| Jahr |                                              |                                              |                                              | Einwohner                                    |
| 1772 | 1772                                         |                                              | 232                                          | 232                                          |
| 1800 | 1800                                         |                                              | ?                                            | ?                                            |
| 1834 | 1834                                         |                                              | 266                                          | 266                                          |
| 1840 | 1840                                         |                                              | 344                                          | 344                                          |
| 1846 | 1846                                         |                                              | 381                                          | 381                                          |
| 1852 | 1852                                         |                                              | 354                                          | 354                                          |
| 1858 | 1858                                         |                                              | 348                                          | 348                                          |
| 1864 | 1864                                         |                                              | 347                                          | 347                                          |
| 1871 | 1871                                         |                                              | 362                                          | 362                                          |
| 1875 | 1875                                         |                                              | 335                                          | 335                                          |
| 1885 | 1885                                         |                                              | 341                                          | 341                                          |
| 1895 | 1895                                         |                                              | 308                                          | 308                                          |
| 1905 | 1905                                         |                                              | 286                                          | 286                                          |
| 1910 | 1910                                         |                                              | 290                                          | 290                                          |
| 1925 | 1925                                         |                                              | 251                                          | 251                                          |
| 1939 | 1939                                         |                                              | 258                                          | 258                                          |
| 1946 | 1946                                         |                                              | 379                                          | 379                                          |
| 1950 | 1950                                         |                                              | 332                                          | 332                                          |
| 1956 | 1956                                         |                                              | 267                                          | 267                                          |
| Datenquelle: Historisches Gemeindeverzeichnis für Hessen: Die Bevölkerung der Gemeinden 1834 bis 1967. Wiesbaden: Hessisches Statistisches Landesamt, 1968. Weitere Quellen: |                                              |                                              |                                              |                                              |

Hülsa
| Hülsa: Einwohnerzahlen von 1961 bis 2015 | Hülsa: Einwohnerzahlen von 1961 bis 2015 | Hülsa: Einwohnerzahlen von 1961 bis 2015 | Hülsa: Einwohnerzahlen von 1961 bis 2015 | Hülsa: Einwohnerzahlen von 1961 bis 2015 |
| --- | ---------------------------------------- | ---------------------------------------- | ---------------------------------------- | ---------------------------------------- |
| Jahr |                                          |                                          |                                          | Einwohner                                |
| 1961 | 1961                                     |                                          | 426                                      | 426                                      |
| 1967 | 1967                                     |                                          | 452                                      | 452                                      |
| 1980 | 1980                                     |                                          | ?                                        | ?                                        |
| 1990 | 1990                                     |                                          | ?                                        | ?                                        |
| 2000 | 2000                                     |                                          | ?                                        | ?                                        |
| 2011 | 2011                                     |                                          | 456                                      | 456                                      |
| 2015 | 2015                                     |                                          | 574                                      | 574                                      |
| Datenquelle: Historisches Gemeindeverzeichnis für Hessen: Die Bevölkerung der Gemeinden 1834 bis 1967. Wiesbaden: Hessisches Statistisches Landesamt, 1968. Weitere Quellen: ; Zensus 2011; Stadt Homberg (Efze) |                                          |                                          |                                          |                                          |

### Historische Religionszugehörigkeit
In Nieder und Ober-Hülsa waren im Jahr 1861 alle Einwohner evangelisch-reformiert und ab 1885 alle Einwohner als evangelisch registriert.

## Politik
Für Hülsa besteht ein Ortsbezirk (Gebiete der ehemaligen Gemeinde Hülsa) mit Ortsbeirat und Ortsvorsteher nach der Hessischen Gemeindeordnung. Der Ortsbeirat besteht aus neun Mitgliedern.
Bei den Kommunalwahlen in Hessen 2021 betrug die Wahlbeteiligung zum Ortsbeirat Hülsa 41,77 %. Alle Kandidaten gehörten der Liste „Dorfgemeinschaft Hülsa“ an. Der Ortsbeirat wählte Gert Freund zum Ortsvorsteher.